# Microhierax melanoleucos
Microhierax melanoleucos е вид птица от семейство Соколови (Falconidae).

## Разпространение
Видът е разпространен в Бангладеш, Виетнам, Индия, Китай и Лаос.